# Piotr Wiese
Piotr Wiese (ur. 17 października 1989 w Lipce) – polski kompozytor, pianista i producent muzyczny, twórca muzyki poważnej, filmowej i teatralnej.

## Życiorys i twórczość
Grę na fortepianie rozpoczął w wieku ośmiu lat. Pierwsze miniatury fortepianowe tworzył jako nastolatek. Studiował w Państwowej Wyższej Szkole Zawodowej im. Jana Amosa Komeńskiego w Lesznie, Akademii Muzycznej im. Ignacego Jana Paderewskiego w Poznaniu oraz Akademii Muzycznej im. Feliksa Nowowiejskiego w Bydgoszczy. W tej ostatniej uczył się kompozycji pod kierunkiem profesora Zbigniewa Bargielskiego. Po okresie studiów muzycznych w  Polsce wyjechał za granicę i zamieszkał w Berlinie, gdzie pracował nad swoim debiutanckim albumem „Questioning Infinity”, będącym zbiorem krótkich koncertów fortepianowych wydanych niezależnie w 2014 roku. W 2017 roku ukończył studia magisterskie z kompozycji na Uniwersytecie Bristolskim w Wielkiej Brytanii. Po powrocie do Polski, w 2018 roku wydał niezależnie album solowej muzyki fortepianowej „Continuum”, który przekroczył milion odsłuchań na platformie streamingowej Spotify. W 2019 roku wydając kolejne albumy EP muzyki fortepianowej pracował jednocześnie nad muzyką symfoniczną do musicalu „Pinokio”, który był wystawiany m.in. w Teatrze Sabat w Warszawie oraz w Teatrze Muzycznym w Poznaniu. W 2020 roku Wiese zadebiutował jako kompozytor muzyki filmowej do filmu dokumentalnego „Irma Ineichen – Erinnerungen an Paris 1951–1955”, którego premiera miała miejsce podczas 55. edycji Solothurner Filmtage w Szwajcarii, powszechnie uznawanego za najważniejszy festiwal filmowy dla szwajcarskiej kinematografii. Singiel Piotra Wiese zatytułowany „We Won't Waltz Together” dostał się na wiele oficjalnych playlist Spotify, m.in. na New Music Friday Polska oraz Peaceful Piano. 

## Dyskografia

### Albumy studyjne
- 2014: Questioning Infinity
- 2018: Continuum
- 2018: Unsustained Triptych, Vol. 1
- 2018: Sustained Triptych, Vol. 1
- 2019: Constellations
- 2019: Improwaves (For Damian Mikrut)